# 매천사
매천사(梅泉祠)는 대한민국 전라남도 구례군 광의면 수월리에 있는, 매천 황현(1855~1910) 선생의 위패를 모신 사당이다. 1984년 2월 29일 전라남도의 문화재자료 제37호로 지정되었다.

## 개요
매천 황현(1855~1910) 선생의 위패를 모신 사당이다.
황현 선생은 한말의 순국지사이자 시인이며 문장가이다. 전라남도 광양에서 태어났으며 어려서부터 시를 잘 짓고 재질이 뛰어났다. 1894년 동학농민운동·갑오경장·청일전쟁이 연이어 일어나자 위기감을 느끼고, 경험과 견문한 바를 기록한 『매천야록(梅泉野錄)』·『오하기문(梧下記聞)』을 지어 후손들에게 남겨 주었다. 1905년 11월 일제가 강제로 을사조약을 체결하여 국권을 박탈하자 김택영과 국권회복 운동을 시도하였으나 실패하였다. 1910년 8월 일제에게 강제로 나라를 빼앗기자, 절명시 4편과 유서를 남기고 아편을 먹어 자결하였다. 1962년 건국훈장 국민장이 추서되었으며 이건창, 김택영과 함께 한말삼재(韓末三才)라고 불린다.
생전에 살았던 곳에 그의 후손과 지방 유림들이 1955년에 세운 이 사당은 앞면 3칸·옆면 1칸 규모로, 지붕은 옆면에서 볼 때 사람 인(人)자 모양을 한 맞배지붕이다.

## 참고 문헌
- 매천사 - 국가유산청 국가유산포털